# Champsevraine
Champsevraine là một xã thuộc tỉnh Haute-Marne trong vùng Grand Est đông bắc nước Pháp. Xã này nằm ở khu vực có độ cao trung bình mét trên mực nước biển.
Thị trấn có dân số thời điểm năm 2006 là 876 người.